# Weißsporstachelinge
Die Weißsporstachelinge (Bankera) sind eine Pilzgattung in der Familie der Weißsporstachelingsverwandten (Bankeraceae).

## Merkmale
Die Weißsporstachelinge bilden mittelgroße, in Hut und Stiel gegliederte Fruchtkörper mit samtiger bis schuppiger Hutoberfläche, die weiß bis braun gefärbt sein kann. Das Hymenophor der Weißsporstacheling besteht bei reifen Fruchtkörpern aus grauen Stacheln. Der Stiel der Weißsporstachelinge ist vollfleischig und wie der Hut gefärbt. Das Fleisch (Trama) ist fest bis faserig und hell und nicht gezont. Beim Trocknen riechen die Pilze deutlich nach Liebstöckel oder Maggi.
Das Hyphensystem besteht aus gleichartigen Hyphen (monomitisch). Sie sind aufgeblasen und besitzen keine Schnallen. Zystiden sind nicht vorhanden. Die Basidien sind viersporig; das Sporenpulver ist weiß. Die Sporen selbst sind hyalin und besitzen eine kugelige bis breit elliptische Form sowie eine höckerige bis stachelige Oberfläche.

## Ökologie
Die Weißsporstachelinge sind Mykorrhizapilze, die mit Nadelbäumen vergesellschaftet sind. Die Fruchtkörper wachsen auf dem Boden.

## Systematik
Für Europa werden in der Literatur zwei Arten genannt:
- Rauchfarbener Weißsporstacheling (Bankera fuligineoalba)
- Violetter Weißsporstacheling (Bankera violascens)